# Satoshi Matsuda
Satoshi Matsuda (松田悟志?, Satoshi Matsuda; Osaka, 16 dicembre 1978) è un attore, cantante e doppiatore giapponese.
Ha debuttato nel 1998, e da allora ha continuato a recitare senza soluzione di continuità sia per la televisione che per il cinema. Ha doppiato nel 2004 l'anime Boku wa imōto ni koi o suru.

## Filmografia

### Televisione
- Seirei no moribito (2016)

- Keishichou Keigoka II SP (TV Asahi, 2012)
- Himitsu Chouhouin Erika (NTV, 2011)
- Misaki Number One! (NTV, 2011, ep5)
- Kasouken no Onna 2009 (TV Asahi, 2009, ep3)
- BOSS (Fuji TV, 2009, ep6)
- Love Game (serie televisiva) (NTV, 2009, ep2)
- Hancho (TBS, 2009, ep2)
- Smile (dorama) (TBS, 2009, ep1-2,7,10)
- Kami no Shizuku (NTV, 2009, ep3)
- Q.E.D. (manga) (NHK, 2009, ep1)
- Celeb to Binbo Taro (Fuji TV, 2008, ep1)
- Gokusen 3 (NTV, 2008, ep7,11)
- Keitai Sosakan 7 (TV Tokyo, 2008)
- Hou no Niwa (Fuji TV, 2007)
- Oniyome Nikki 2 (Fuji TV, 2007, ep10)
- Good Job (NHK, 2007)
- Sennyu Keiji Ranbo 2 (NTV, 2007)
- Nogaremono Orin (TV Tokyo, 2006, ep1)
- Uramiya Honpo (TV Tokyo, 2006, ep4)
- Akihabara@Deep (TBS, 2006, guest)
- Yaoh (TBS, 2006)
- Fuyu no Rinbu (Fuji TV, 2005)
- Vampire Host (TV Tokyo, 2004)
- Hotman 2 (TBS, 2004)
- Orange Days (TBS, 2004, ep1)
- Koi wa Tatakai (TV Asahi, 2003)
- Hitonatsu no Papa e (TBS, 2003)
- Kamen Rider Ryuki (TV Asahi, 2002)
- Ao to Shiro de Mizuiro (NTV, 2001)
- Taju Jinkaku Tantei Psycho (WOWOW, 2000)

### Cinema
- Love Police (2011)
- Kamisama Help! | Kamisama herupu! (2010)
- Blood (2009)
- Fukemon (2009)
- Yasashii Senritsu (2008)
- Shunkinsho (2008)
- Sunshine Days (2008)
- Tsubakiyama kacho no nanoka-kan (2006)
- Innocent Assassin: Cool Dimension (2006)
- Henshin (2005) - Shunsuke Kyogoku
- Ao to Shiro de Mizuiro (NTV / 2001)